# I'm Every Woman
I’m Every Woman is een lied gecomponeerd door Nickolas Ashford en Valerie Simpson, beter bekend onder de samentrekking Ashford & Simpson.

## Chaka Khan
Het lied verwierf echter bekendheid door de uitvoering van Chaka Khan. Khan ging na een jarenlange verbintenis met Rufus (niet te verwarren met Ruphus) voor een sololoopbaan en bracht eind 1978 deze single als haar "debuut" uit; ze had al enkele singles met Rufus uitgegeven. De single deed het vooral goed in de Verenigde Staten en belandde hoog in de Billboard Hot 100 en zelfs nummer 1 in de lijst Hot R&B/Hip-Hop Songs verzorgd door hetzelfde blad. In Nederland werd de plaat begin 1979 veel gedraaid op Hilversum 3 en haalde de Nederlandse Top 40, Nationale Hitparade en de TROS Top 50 met B-kant 'A Woman in a Man's World'; het verscheen zowel op 7"- als op 12"-single. Detail, een jonge Whitney Houston zong in het achtergrondkoor.
In het voorjaar van 1989 verscheen een remix versie van de plaat, opnieuw uitgevoerd door Khan en opnieuw haalde het de hitparade. In Nederland was de plaat op donderdag 4 mei 1989 TROS Paradeplaat op Radio 3 en bereikte de 9e positie in zowel de Nationale Hitparade Top 100 als de Nederlandse Top 40. In België bereikte de plaat de 20e positie in de Vlaamse Ultratop 50. De single verscheen toen behalve als vinyl single ook als CD-single met een remix (tijdsduur 8:23), de elpeeversie (4:07) en een aangepaste remixversie (3:33).

## Hitnoteringen originele versie 1978-1979

### Nederlandse Top 40
| Hitnotering: 06-01-1979 t/m 24-02-1979 | Hitnotering: 06-01-1979 t/m 24-02-1979 | Hitnotering: 06-01-1979 t/m 24-02-1979 | Hitnotering: 06-01-1979 t/m 24-02-1979 | Hitnotering: 06-01-1979 t/m 24-02-1979 | Hitnotering: 06-01-1979 t/m 24-02-1979 | Hitnotering: 06-01-1979 t/m 24-02-1979 | Hitnotering: 06-01-1979 t/m 24-02-1979 | Hitnotering: 06-01-1979 t/m 24-02-1979 | Hitnotering: 06-01-1979 t/m 24-02-1979 |
| Week:                                  | 1                                      | 2                                      | 3                                      | 4                                      | 5                                      | 6                                      | 7                                      | 8                                      |                                        |
| -------------------------------------- | -------------------------------------- | -------------------------------------- | -------------------------------------- | -------------------------------------- | -------------------------------------- | -------------------------------------- | -------------------------------------- | -------------------------------------- | -------------------------------------- |
| Positie:                               | 32                                     | 24                                     | 23                                     | 19                                     | 19                                     | 21                                     | 29                                     | 38                                     | uit                                    |

### Nationale Hitparade
| Hitnotering: 06-01-1979 t/m 03-03-1979 | Hitnotering: 06-01-1979 t/m 03-03-1979 | Hitnotering: 06-01-1979 t/m 03-03-1979 | Hitnotering: 06-01-1979 t/m 03-03-1979 | Hitnotering: 06-01-1979 t/m 03-03-1979 | Hitnotering: 06-01-1979 t/m 03-03-1979 | Hitnotering: 06-01-1979 t/m 03-03-1979 | Hitnotering: 06-01-1979 t/m 03-03-1979 | Hitnotering: 06-01-1979 t/m 03-03-1979 | Hitnotering: 06-01-1979 t/m 03-03-1979 | Hitnotering: 06-01-1979 t/m 03-03-1979 |
| Week:                                  | 1                                      | 2                                      | 3                                      | 4                                      | 5                                      | 6                                      | 7                                      | 8                                      | 9                                      |                                        |
| -------------------------------------- | -------------------------------------- | -------------------------------------- | -------------------------------------- | -------------------------------------- | -------------------------------------- | -------------------------------------- | -------------------------------------- | -------------------------------------- | -------------------------------------- | -------------------------------------- |
| Positie:                               | 31                                     | 38                                     | 22                                     | 15                                     | 16                                     | 24                                     | 32                                     | 35                                     | 46                                     | uit                                    |

### TROS Top 50
Hitnotering: 28-12-1978 t/m 22-02-1979. Hoogste notering: #14

### Vlaamse Radio 2 Top 30
| Hitnotering: (Week 1) 10-02-1979 Hitnotering: (Week 2) 26-02-1979 | Hitnotering: (Week 1) 10-02-1979 Hitnotering: (Week 2) 26-02-1979 | Hitnotering: (Week 1) 10-02-1979 Hitnotering: (Week 2) 26-02-1979 | Hitnotering: (Week 1) 10-02-1979 Hitnotering: (Week 2) 26-02-1979 | Hitnotering: (Week 1) 10-02-1979 Hitnotering: (Week 2) 26-02-1979 |
| Week:                                                             | 1                                                                 |                                                                   | 2                                                                 |                                                                   |
| ----------------------------------------------------------------- | ----------------------------------------------------------------- | ----------------------------------------------------------------- | ----------------------------------------------------------------- | ----------------------------------------------------------------- |
| Positie:                                                          | 22                                                                | uit                                                               | 26                                                                | uit                                                               |

### NPO Radio 2 Top 2000
| Nummer met noteringen in de NPO Radio 2 Top 2000 | '99 | '00  | '01  | '02  | '03  | '04  | '05  | '06  | '07  | '08  | '09  | '10  | '11  | '12  | '13  | '14  | '15 | '16  | '17  | '18  |
| ------------------------------------------------ | --- | ---- | ---- | ---- | ---- | ---- | ---- | ---- | ---- | ---- | ---- | ---- | ---- | ---- | ---- | ---- | --- | ---- | ---- | ---- |
| I'm Every Woman                                  | 866 | 1107 | 1079 | 1143 | 1773 | 1311 | 1505 | 1853 | 1749 | 1607 | 2000 | 1304 | 1680 | 1738 | 1832 | 1937 | -   | 1924 | 2000 | 1632 |

1. ↑  Een '-' betekent dat het nummer niet was genoteerd en een vetgedrukt getal geeft de hoogste notering aan.
2. ↑  Deze tabel is bijgewerkt tot en met de laatste editie (2024).

## Hitnoteringen remix versie 1989

### Nederlandse Top 40
| Hitnotering: 27-05-1989 t/m 08-07-1989 | Hitnotering: 27-05-1989 t/m 08-07-1989 | Hitnotering: 27-05-1989 t/m 08-07-1989 | Hitnotering: 27-05-1989 t/m 08-07-1989 | Hitnotering: 27-05-1989 t/m 08-07-1989 | Hitnotering: 27-05-1989 t/m 08-07-1989 | Hitnotering: 27-05-1989 t/m 08-07-1989 | Hitnotering: 27-05-1989 t/m 08-07-1989 | Hitnotering: 27-05-1989 t/m 08-07-1989 |
| Week:                                  | 1                                      | 2                                      | 3                                      | 4                                      | 5                                      | 6                                      | 7                                      |                                        |
| -------------------------------------- | -------------------------------------- | -------------------------------------- | -------------------------------------- | -------------------------------------- | -------------------------------------- | -------------------------------------- | -------------------------------------- | -------------------------------------- |
| Positie:                               | 26                                     | 16                                     | 9                                      | 9                                      | 10                                     | 17                                     | 28                                     | uit                                    |

### Nationale Hitparade Top 100
TROS Paradeplaat Radio 3 donderdag 4 mei 1989.
| Hitnotering: 13-05-1989 t/m 29-07-1989 | Hitnotering: 13-05-1989 t/m 29-07-1989 | Hitnotering: 13-05-1989 t/m 29-07-1989 | Hitnotering: 13-05-1989 t/m 29-07-1989 | Hitnotering: 13-05-1989 t/m 29-07-1989 | Hitnotering: 13-05-1989 t/m 29-07-1989 | Hitnotering: 13-05-1989 t/m 29-07-1989 | Hitnotering: 13-05-1989 t/m 29-07-1989 | Hitnotering: 13-05-1989 t/m 29-07-1989 | Hitnotering: 13-05-1989 t/m 29-07-1989 | Hitnotering: 13-05-1989 t/m 29-07-1989 | Hitnotering: 13-05-1989 t/m 29-07-1989 | Hitnotering: 13-05-1989 t/m 29-07-1989 | Hitnotering: 13-05-1989 t/m 29-07-1989 |
| Week:                                  | 1                                      | 2                                      | 3                                      | 4                                      | 5                                      | 6                                      | 7                                      | 8                                      | 9                                      | 10                                     | 11                                     | 12                                     |                                        |
| -------------------------------------- | -------------------------------------- | -------------------------------------- | -------------------------------------- | -------------------------------------- | -------------------------------------- | -------------------------------------- | -------------------------------------- | -------------------------------------- | -------------------------------------- | -------------------------------------- | -------------------------------------- | -------------------------------------- | -------------------------------------- |
| Positie:                               | 81                                     | 40                                     | 21                                     | 15                                     | 12                                     | 10                                     | 9                                      | 18                                     | 30                                     | 41                                     | 76                                     | 97                                     | uit                                    |

### Vlaamse Radio 2 Top 30
| Hitnotering: 17-06-1989 t/m 08-07-1989 | Hitnotering: 17-06-1989 t/m 08-07-1989 | Hitnotering: 17-06-1989 t/m 08-07-1989 | Hitnotering: 17-06-1989 t/m 08-07-1989 | Hitnotering: 17-06-1989 t/m 08-07-1989 | Hitnotering: 17-06-1989 t/m 08-07-1989 |
| Week:                                  | 1                                      | 2                                      | 3                                      | 4                                      |                                        |
| -------------------------------------- | -------------------------------------- | -------------------------------------- | -------------------------------------- | -------------------------------------- | -------------------------------------- |
| Positie:                               | 25                                     | 24                                     | 23                                     | 17                                     | uit                                    |

## Whitney Houston
Een derde versie verscheen in 1993 toen Whitney Houston het lied op single (7") en cd-single uitbracht. Als single werd het aangevuld met 'Who Do You Love', als cd-single volgden 5 remixen waaronder een a capella. Ook deze versie haalde zowel de  Nederlandse Top 40 als de destijds nieuwe hitparade op Radio 3, de Mega Top 50 en behaalde daarin een hogere positie dan het "origineel".

## Hitnoteringen

### Nederlandse Top 40
| Hitnotering: 20-02-1993 t/m 24-04-1993 | Hitnotering: 20-02-1993 t/m 24-04-1993 | Hitnotering: 20-02-1993 t/m 24-04-1993 | Hitnotering: 20-02-1993 t/m 24-04-1993 | Hitnotering: 20-02-1993 t/m 24-04-1993 | Hitnotering: 20-02-1993 t/m 24-04-1993 | Hitnotering: 20-02-1993 t/m 24-04-1993 | Hitnotering: 20-02-1993 t/m 24-04-1993 | Hitnotering: 20-02-1993 t/m 24-04-1993 | Hitnotering: 20-02-1993 t/m 24-04-1993 | Hitnotering: 20-02-1993 t/m 24-04-1993 | Hitnotering: 20-02-1993 t/m 24-04-1993 |
| Week:                                  | 1                                      | 2                                      | 3                                      | 4                                      | 5                                      | 6                                      | 7                                      | 8                                      | 9                                      | 10                                     |                                        |
| -------------------------------------- | -------------------------------------- | -------------------------------------- | -------------------------------------- | -------------------------------------- | -------------------------------------- | -------------------------------------- | -------------------------------------- | -------------------------------------- | -------------------------------------- | -------------------------------------- | -------------------------------------- |
| Positie:                               | 33                                     | 16                                     | 7                                      | 4                                      | 3                                      | 3                                      | 6                                      | 12                                     | 17                                     | 25                                     | uit                                    |

### Mega Top 50
| Hitnotering: (Week 1 t/m 12) 20-02-1993 t/m 08-05-1993 Hitnotering: (Week 13) 18-02-2012 | Hitnotering: (Week 1 t/m 12) 20-02-1993 t/m 08-05-1993 Hitnotering: (Week 13) 18-02-2012 | Hitnotering: (Week 1 t/m 12) 20-02-1993 t/m 08-05-1993 Hitnotering: (Week 13) 18-02-2012 | Hitnotering: (Week 1 t/m 12) 20-02-1993 t/m 08-05-1993 Hitnotering: (Week 13) 18-02-2012 | Hitnotering: (Week 1 t/m 12) 20-02-1993 t/m 08-05-1993 Hitnotering: (Week 13) 18-02-2012 | Hitnotering: (Week 1 t/m 12) 20-02-1993 t/m 08-05-1993 Hitnotering: (Week 13) 18-02-2012 | Hitnotering: (Week 1 t/m 12) 20-02-1993 t/m 08-05-1993 Hitnotering: (Week 13) 18-02-2012 | Hitnotering: (Week 1 t/m 12) 20-02-1993 t/m 08-05-1993 Hitnotering: (Week 13) 18-02-2012 | Hitnotering: (Week 1 t/m 12) 20-02-1993 t/m 08-05-1993 Hitnotering: (Week 13) 18-02-2012 | Hitnotering: (Week 1 t/m 12) 20-02-1993 t/m 08-05-1993 Hitnotering: (Week 13) 18-02-2012 | Hitnotering: (Week 1 t/m 12) 20-02-1993 t/m 08-05-1993 Hitnotering: (Week 13) 18-02-2012 | Hitnotering: (Week 1 t/m 12) 20-02-1993 t/m 08-05-1993 Hitnotering: (Week 13) 18-02-2012 | Hitnotering: (Week 1 t/m 12) 20-02-1993 t/m 08-05-1993 Hitnotering: (Week 13) 18-02-2012 | Hitnotering: (Week 1 t/m 12) 20-02-1993 t/m 08-05-1993 Hitnotering: (Week 13) 18-02-2012 | Hitnotering: (Week 1 t/m 12) 20-02-1993 t/m 08-05-1993 Hitnotering: (Week 13) 18-02-2012 | Hitnotering: (Week 1 t/m 12) 20-02-1993 t/m 08-05-1993 Hitnotering: (Week 13) 18-02-2012 |
| Week:                                                                                    | 1                                                                                        | 2                                                                                        | 3                                                                                        | 4                                                                                        | 5                                                                                        | 6                                                                                        | 7                                                                                        | 8                                                                                        | 9                                                                                        | 10                                                                                       | 11                                                                                       | 12                                                                                       |                                                                                          | 13                                                                                       |                                                                                          |
| ---------------------------------------------------------------------------------------- | ---------------------------------------------------------------------------------------- | ---------------------------------------------------------------------------------------- | ---------------------------------------------------------------------------------------- | ---------------------------------------------------------------------------------------- | ---------------------------------------------------------------------------------------- | ---------------------------------------------------------------------------------------- | ---------------------------------------------------------------------------------------- | ---------------------------------------------------------------------------------------- | ---------------------------------------------------------------------------------------- | ---------------------------------------------------------------------------------------- | ---------------------------------------------------------------------------------------- | ---------------------------------------------------------------------------------------- | ---------------------------------------------------------------------------------------- | ---------------------------------------------------------------------------------------- | ---------------------------------------------------------------------------------------- |
| Positie:                                                                                 | 29                                                                                       | 14                                                                                       | 5                                                                                        | 5                                                                                        | 4                                                                                        | 5                                                                                        | 6                                                                                        | 8                                                                                        | 14                                                                                       | 15                                                                                       | 20                                                                                       | 26                                                                                       | uit                                                                                      | 87                                                                                       | uit                                                                                      |

### Vlaamse Radio 2 Top 30
| Hitnotering: 06-03-1993 t/m 08-05-1993 | Hitnotering: 06-03-1993 t/m 08-05-1993 | Hitnotering: 06-03-1993 t/m 08-05-1993 | Hitnotering: 06-03-1993 t/m 08-05-1993 | Hitnotering: 06-03-1993 t/m 08-05-1993 | Hitnotering: 06-03-1993 t/m 08-05-1993 | Hitnotering: 06-03-1993 t/m 08-05-1993 | Hitnotering: 06-03-1993 t/m 08-05-1993 | Hitnotering: 06-03-1993 t/m 08-05-1993 | Hitnotering: 06-03-1993 t/m 08-05-1993 | Hitnotering: 06-03-1993 t/m 08-05-1993 | Hitnotering: 06-03-1993 t/m 08-05-1993 |
| Week:                                  | 1                                      | 2                                      | 3                                      | 4                                      | 5                                      | 6                                      | 7                                      | 8                                      | 9                                      | 10                                     |                                        |
| -------------------------------------- | -------------------------------------- | -------------------------------------- | -------------------------------------- | -------------------------------------- | -------------------------------------- | -------------------------------------- | -------------------------------------- | -------------------------------------- | -------------------------------------- | -------------------------------------- | -------------------------------------- |
| Positie:                               | 15                                     | 10                                     | 4                                      | 2                                      | 2                                      | 2                                      | 3                                      | 7                                      | 10                                     | 17                                     | uit                                    |